# Valentina Savva
Valentina Savva (in greco Βαλεντίνα Σάββα?; 17 maggio 2005) è una martellista cipriota.

## Biografia
Nata da madre ucraina e padre cipriota, cresce a Limassol a Cipro, studia all'Università della California - Berkeley. Il 18 luglio 2025 ai campionati europei under 23 ha vinto la medaglia di bronzo nel lancio del martello, migliorando il record nazionale, che già deteneva, portandolo a 70,22 m.

## Record nazionali
Seniores
- Lancio del martello: 70,22 m ( Bergen, 18 luglio 2025)

Juniores (under 20)
- Lancio del martello: 67,87 m ( Heraklion, 25 febbraio 2024)

Allievi (under 18)
- Lancio del martello (3 kg): 72,03 m ( Limassol, 1º luglio 2021)

## Progressione

### Lancio del martello
| Stagione | Misura  | Luogo     | Data      | Rank. Mond. |
| -------- | ------- | --------- | --------- | ----------- |
| 2025     | 70,22 m | Bergen    | 18-7-2025 |             |
| 2024     | 67,87 m | Heraklion | 25-2-2024 |             |
| 2023     | 67,73 m | Nicosia   | 8-7-2023  |             |
| 2022     | 62,70 m | Limassol  | 25-6-2022 |             |
| 2021     | 62,18 m | Nairobi   | 21-8-2021 |             |
| 2020     | 54,84 m | Nicosia   | 6-8-2020  |             |
| 2019     | 46,16 m | Nicosia   | 15-6-2019 |             |

## Palmarès
| Anno | Manifestazione                    | Sede        | Evento                     | Risultato | Prestazione | Note                          |
| ---- | --------------------------------- | ----------- | -------------------------- | --------- | ----------- | ----------------------------- |
| 2021 | Europei U20                       | Tallinn     | Lancio del martello        | 9ª        | 58,38 m     |                               |
| 2021 | Mondiali U20                      | Nairobi     | Lancio del martello        | 5ª        | 62,18 m     | Miglior prestazione personale |
| 2022 | Europei U18                       | Gerusalemme | Lancio del martello (3 kg) | Oro       | 70,28 m     | [ 4 ]                         |
| 2022 | Mondiali U20                      | Cali        | Lancio del martello        | 4ª        | 61,17 m     |                               |
| 2023 | Giochi dei piccoli stati d'Europa | Marsa       | Lancio del martello        | Oro       | 62,97 m     |                               |
| 2023 | Europei U20                       | Gerusalemme | Lancio del martello        | Oro       | 64,69 m     |                               |
| 2024 | Europei                           | Roma        | Lancio del martello        | Qualif.   | 66,58 m     | [ 5 ]                         |
| 2024 | Mondiali U20                      | Lima        | Lancio del martello        | Argento   | 67,21 m     |                               |
| 2025 | Europei U23                       | Bergen      | Lancio del martello        | Bronzo    | 70,22 m     | Record nazionale              |

## Campionati nazionali
- 2 volte campionessa cipriota del lancio del martello (2023), 2024
- 1 volta campionessa cipriota invernale del lancio del martello (2023)

2019
- 6ª ai campionati ciprioti (Nicosia), lancio del martello - 46,16 m

2020
- Bronzo ai campionati ciprioti (Nicosia), lancio del martello - 54,84 m

2021
- Argento ai campionati invernali ciprioti di lanci (Nicosia), lancio del martello - 59,25 m
- Argento ai campionati ciprioti (Limassol), lancio del martello - 60,00 m
- 6ª ai campionati ciprioti (Limassol), getto del peso - 10,91 m

2022
- Argento ai campionati invernali ciprioti di lanci (Nicosia), lancio del martello - 61,37 m
- Argento ai campionati ciprioti (Limassol), lancio del martello - 62,70 m

2023
- Oro ai campionati invernali ciprioti di lanci (Nicosia), lancio del martello - 61,61 m
- Oro ai campionati ciprioti (Nicosia), lancio del martello - 67,73 m

2024
- Oro ai campionati ciprioti (Nicosia), lancio del martello - 67,00 m

## Altre competizioni internazionali
2022
- Oro alle Gymnasiadi, ( Caen), Lancio del martello (3 kg) - 69,77 m
- 9ª alle Gymnasiadi, ( Caen), Getto del peso (3 kg) - 11,77 m

2023
- 9ª alla Coppa Europa di lanci, ( Leiria), Lancio del martello - 62,04 m
- 6ª ai Campionati europei a squadre, ( Chorzów), Lancio del martello - 65,47 m
- Bronzo ai Campionati balcanici, ( Kraljevo), Lancio del martello - 66,24 m

2024
- 5ª alla Coppa Europa di lanci, ( Leiria), Lancio del martello - 64,55 m
- Bronzo ai Campionati balcanici, ( Smirne), Lancio del martello - 66,64 m

2025
- 5ª ai Campionati europei a squadre di atletica leggera ( Maribor), Lancio del martello - 69,56 m